# Totius orbis
Mit dem  Apostolischen Schreiben Totius orbis (deutsch Der ganzen Welt) in Form eines Motu Proprio, vom 9. November 2005,  promulgierte Papst Benedikt XVI. einige neue Verfügungen für die  Basiliken  San Francesco und  Santa Maria degli Angeli in Assisi.

## Bestimmungen
Zwecks Koordinierung und Gewährleistung des  pastoralen Dienstes in den oben erwähnten Basiliken sowie dem angeschlossenen Kloster, aber auch der Seelsorgearbeit in der Diözese  Assisi-Nocera Umbra-Gualdo Tadino lag dem Papst daran, die von seinem Vorgänger Paul VI. (Motu proprio: „Inclita toto“ vom 8. August 1969) festgelegten Regeln an die heutigen Bedingungen anzupassen.

## Legat und Jurisdiktion
„I. Für die Basilika des hl. Franziskus und das angeschlossene Kloster sowie für die Basilika »Santa Maria degli Angeli« bestimmen Wir zu Unserem Legaten einen Kardinal der  Heiligen Römischen Kirche, der, auch wenn er nicht die  Jurisdiktionshoheit besitzt, die Aufgabe haben wird, durch seine moralische Autorität für die ungebrochene Fortdauer der engen Bande der Gemeinschaft zwischen den  Heiligen Stätten zum Gedächtnis des  Poverello von Assisi und diesem  Apostolischen Stuhl zu sorgen. Er wird bei den Gottesdiensten, die er an hohen kirchlichen Feiertagen leitet, den  Päpstlichen Segen erteilen können.“

„II. Der Bischof von Assisi-Nocera Umbra-Gualdo Tadino wird von nun an über die von Rechts wegen für die Kirchen und Ordenshäuser vorgesehene Jurisdiktionshoheit verfügen, was sämtliche pastorale Tätigkeiten betrifft, welche die Franziskaner-Konventualen der Basilika des hl. Franziskus und die Minderbrüder von »Santa Maria degli Angeli« ausüben.“

## Ordensgemeinschaften
„III. Für alle Initiativen, die irgendeinen pastoralen Bezug haben, müssen die  Patres der genannten  Orden das Einverständnis des Bischofs von Assisi-Nocera Umbra-Gualdo Tadino einholen und erhalten. Dieser aber wird für die Initiativen, die die  Region Umbrien betreffen, die Meinung des Vorsitzenden der Umbrischen Bischofskonferenz oder, wenn es sich um weiterreichende Initiativen handelt, die Meinung des Vorsitzenden der  Italienischen Bischofskonferenz hören.“

„IV. Was die Feier der Sakramente in den genannten Basiliken betrifft, so gelten die Normen des  Codex des kanonischen Rechtes und die in der Diözese Assisi-Nocera Umbra-Gualdo Tadino gültigen Normen.“